# Empis nigrimana
Empis nigrimana är en tvåvingeart som beskrevs av Becker 1907. Empis nigrimana ingår i släktet Empis och familjen dansflugor. Inga underarter finns listade i Catalogue of Life.